# توستر کوچولوی شجاع
توستر کوچولوی شجاع نام یک پویانمایی محصول ایالات متحده آمریکا می‌باشد که در سال ۱۹۸۷، به کارگردانی جری ریس و با همکاری کمپانی والت دیزنی ساخته شد. ژانر این انیمیشن موزیکال، کمدی و ماجراجویی است.

## موضوع فیلم
توستر کوچولوی شجاعی همراه با دوستانش (پتو، چراغ مطالعه، رادیو و جاروبرقی) به شهر سفر می‌کنند تا صاحب اصلی‌شان را پیدا کنند و…